# We Don't Need Another Hero
We don't need another hero is een nummer gezongen door Tina Turner en titelsong van de film Mad Max Beyond Thunderdome (Mad Max 3) uit 1985.. Op 8 juli van dat jaar werd het nummer wereldwijd op single uitgebracht.

## Achtergrond
Er zijn een  7"-single en twee 12"-singles van uitgebracht. Het nummer werd geschreven door Terry Britten en Graham Lyle. De opname van het kinderkoor King's House School in Richmond vond plaats in de Abbey Road Studios in Londen, zonder dat Tina Turner aanwezig was. In 1986 ontving de plaat een Golden Globe-nominatie voor Best Original Song en een Grammy-nominatie voor Best Female Pop Vocal Performance.
De plaat werd een hit in de Verenigde Staten en Europa. In Turners' thuisland de Verenigde Staten werd de 2e positie bereikt in de Billboard Hot 100. In het Verenigd Koninkrijk werd de 3e positie bereikt in de UK Singles Chart. In Duitsland, Zwitserland, Spanje, Canada en Australië werd zelfs de nummer 1-positie bereikt.
In Nederland was de plaat op donderdag 27 juni 1985 TROS Paradeplaat op de befaamde TROS donderdag op Hilversum 3 en werd mede hierdoor een grote hit in de destijds drie landelijke hitlijsten op de nationale publieke popzender. De plaat bereikte de 7e positie in zowel de Nederlandse Top 40 als de Nationale Hitparade. De plaat piekte op de 5e positie in de TROS Top 50. In de Europese hitlijst op Hilversum 3, de TROS Europarade, werd de 2e positie bereikt. 
In België bereikte de plaat de 3e positie in zowel de voorloper van de Vlaamse Ultratop 50 als de Vlaamse Radio 2 Top 30. In Wallonië werd géén notering behaald.
Sinds de editie van december 2001, staat de plaat regelmatig genoteerd in de jaarlijkse NPO Radio 2 Top 2000 van de Nederlandse publieke radiozender NPO Radio 2.

## Hitnoteringen

### Nederlandse Top 40
| Hitnotering: 20-7-1985 t/m 5-10-1985 | Hitnotering: 20-7-1985 t/m 5-10-1985 | Hitnotering: 20-7-1985 t/m 5-10-1985 | Hitnotering: 20-7-1985 t/m 5-10-1985 | Hitnotering: 20-7-1985 t/m 5-10-1985 | Hitnotering: 20-7-1985 t/m 5-10-1985 | Hitnotering: 20-7-1985 t/m 5-10-1985 | Hitnotering: 20-7-1985 t/m 5-10-1985 | Hitnotering: 20-7-1985 t/m 5-10-1985 | Hitnotering: 20-7-1985 t/m 5-10-1985 | Hitnotering: 20-7-1985 t/m 5-10-1985 | Hitnotering: 20-7-1985 t/m 5-10-1985 | Hitnotering: 20-7-1985 t/m 5-10-1985 | Hitnotering: 20-7-1985 t/m 5-10-1985 |
| Week:                                | 29                                   | 30                                   | 31                                   | 32                                   | 33                                   | 34                                   | 35                                   | 36                                   | 37                                   | 38                                   | 39                                   | 40                                   |                                      |
| ------------------------------------ | ------------------------------------ | ------------------------------------ | ------------------------------------ | ------------------------------------ | ------------------------------------ | ------------------------------------ | ------------------------------------ | ------------------------------------ | ------------------------------------ | ------------------------------------ | ------------------------------------ | ------------------------------------ | ------------------------------------ |
| Positie:                             | 30                                   | 22                                   | 15                                   | 12                                   | 9                                    | 8                                    | 7                                    | 7                                    | 9                                    | 10                                   | 17                                   | 22                                   | uit                                  |

### Nationale Hitparade
| Hitnotering: 20-7-1985 t/m 19-10-1985 | Hitnotering: 20-7-1985 t/m 19-10-1985 | Hitnotering: 20-7-1985 t/m 19-10-1985 | Hitnotering: 20-7-1985 t/m 19-10-1985 | Hitnotering: 20-7-1985 t/m 19-10-1985 | Hitnotering: 20-7-1985 t/m 19-10-1985 | Hitnotering: 20-7-1985 t/m 19-10-1985 | Hitnotering: 20-7-1985 t/m 19-10-1985 | Hitnotering: 20-7-1985 t/m 19-10-1985 | Hitnotering: 20-7-1985 t/m 19-10-1985 | Hitnotering: 20-7-1985 t/m 19-10-1985 | Hitnotering: 20-7-1985 t/m 19-10-1985 | Hitnotering: 20-7-1985 t/m 19-10-1985 | Hitnotering: 20-7-1985 t/m 19-10-1985 | Hitnotering: 20-7-1985 t/m 19-10-1985 | Hitnotering: 20-7-1985 t/m 19-10-1985 |
| Week:                                 | 29                                    | 30                                    | 31                                    | 32                                    | 33                                    | 34                                    | 35                                    | 36                                    | 37                                    | 38                                    | 39                                    | 40                                    | 41                                    | 42                                    |                                       |
| ------------------------------------- | ------------------------------------- | ------------------------------------- | ------------------------------------- | ------------------------------------- | ------------------------------------- | ------------------------------------- | ------------------------------------- | ------------------------------------- | ------------------------------------- | ------------------------------------- | ------------------------------------- | ------------------------------------- | ------------------------------------- | ------------------------------------- | ------------------------------------- |
| Positie:                              | 21                                    | 16                                    | 8                                     | 8                                     | 8                                     | 7                                     | 11                                    | 13                                    | 14                                    | 20                                    | 25                                    | 26                                    | 33                                    | 35                                    | uit                                   |

### TROS Top 50
Hitnotering: 11-7-1985 t/m 24-10-1985. Hoogste notering: #5 (1 week).

### TROS Europarade
Hitnotering: 1-8-1985 t/m 16-1-1986. Hoogste notering:#2 (4 weken).

### NPO Radio 2 Top 2000
| Nummer met noteringen in de NPO Radio 2 Top 2000 | '01  | '02  | '03  | '04  | '05  | '06  | '07  | '08  | '09 | '10  | '11-'18 | '19  | '20  | '21  | '22  | '23  | '24  |
| ------------------------------------------------ | ---- | ---- | ---- | ---- | ---- | ---- | ---- | ---- | --- | ---- | ------- | ---- | ---- | ---- | ---- | ---- | ---- |
| We Don't Need Another Hero                       | 1552 | 1237 | 1186 | 1367 | 1661 | 1854 | 1842 | 1634 | -   | 1958 | -       | 1976 | 1617 | 1935 | 1983 | 1253 | 1638 |

1. ↑  Een '-' betekent dat het nummer niet was genoteerd en een vetgedrukt getal geeft de hoogste notering aan.
2. ↑  2001 was het eerste jaar met een notering voor dit nummer.